# Vientián tartomány
Vientián Laosz egyik tartománya az ország északnyugati részén. 1989-ben leválasztották róla Vientián prefektúrát, amelyben az ország fővárosa is található.

## Közigazgatás
Vientián tartomány a következő közigazgatási egységekre oszlik:
1. Feuang (10-06)
2. Hinhurp (10-09)
3. Kasy (10-04)
4. Keo Oudom (10-03)
5. Mad (10-08)
6. Phonhong (10-01)
7. Thoulakhom (10-02)
8. Vangvieng (10-05)
9. Viengkham (10-10)
10. Xanakharm (10-07)